# Gavà (kommunhuvudort)
Gavà är en kommunhuvudort i Spanien.   Den ligger i provinsen Província de Barcelona och regionen Katalonien, i den östra delen av landet, 500 km öster om huvudstaden Madrid. Gavà ligger 22 meter över havet och antalet invånare är 45 994.
Terrängen runt Gavà är platt åt sydost, men åt nordväst är den kuperad. Havet är nära Gavà söderut.  Närmaste större samhälle är Barcelona, 16,0 km nordost om Gavà. Runt Gavà är det i huvudsak tätbebyggt.